# Championnat de Tunisie de tennis
Le championnat de Tunisie de tennis est une importante compétition de tennis en Tunisie.

## Histoire

### Championnat masculin
Ce sont les Français de Tunisie qui commencent à pratiquer ce sport dans le cadre de clubs tels que le Sporting ou la Raquette Club. En 1913, un premier championnat est organisé avant que la Première Guerre mondiale ne vienne interrompre les activités sportives. La reprise coïncide avec un grand engouement pour ce sport et la création de clubs de tennis dans plusieurs villes tunisiennes. Les frères Gouttenoire dominent les compétitions jusqu'à l'arrivée de Gilbert Naccache.
Après la Seconde Guerre mondiale, le tennis tunisien enfante plusieurs grands champions : Pierre Darmon remporte douze titres en France dont celui de champion de France acquis neuf fois (record à ce jour) ; Mustapha Belkhodja est champion de France cadets en 1955 puis champion de France junior en 1956 avant de remporter le titre des juniors à Roland Garros ; Bernard Boutboul est champion du double cadets en compagnie de Belkhodja en 1955 puis finaliste en cadets et en juniors en 1956 ; Paul Bessis est champion de Tunisie durant quatre années consécutives (1960 à 1963) et une cinquième fois en 1966, à l'âge de 45 ans.
La suite est moins brillante : Aziz Zouhir, Magid Marrouki, Elyes Bramly, Adel Hadhiri, Walid Jallali, Haythem Abid et Wael Kilani qui dominent la compétition nationale s'illustrent rarement au niveau international.

### Championnat féminin
Le premier championnat de Tunisie de tennis féminin a lieu en 1976. Auparavant, le championnat est disputé en formule open et régulièrement remporté par des Françaises ou des Italiennes à l’instar de Jeanne Dupré (1957 et 1959), Christine Gouttenoire (1960), Johanne Venturino (1961), Micheline Roumeaux (1962 à 1965), Anne-Marie Reliaud (1966), Paule Laforge (1967 à 1969), Paule Lamblot (1970, 1973 et 1975) et Béatrice Delon (1972).
En 1976, il n’y a pas de participantes en seniors. Seule une compétition des moins de 18 ans a lieu ; elle est remportée par Moufida Ben Jomâa du Tennis Club de Bizerte.

## Palmarès masculin

### 1913-1938
- 1913 : Reynier[Qui ?]
- 1914 : René Gallèpe
- 1919 : Alfred Hignard
- 1920 : Georges Gouttenoire
- 1922 : Georges Gouttenoire
- 1923 : Henri Gouttenoire
- 1924 : Henri Gouttenoire
- 1925 : Henri Gouttenoire
- 1926 : Georges Gouttenoire
- 1927 : Georges Gouttenoire
- 1928 : Henri Gouttenoire
- 1929 : Georges Gouttenoire
- 1930 : Émile Dupré
- 1931 : Perrin[Qui ?]
- 1932 : Jacques Beigbeder
- 1933 : Émile Dupré
- 1934 : Jacques Beigbeder
- 1935 : Jacques Beigbeder
- 1936 : Gilbert Naccache
- 1937 : Gilbert Naccache
- 1938 : Gilbert Naccache

### 1947-1955
- 1947 : Maurice Magny
- 1948 : Jacques Beigbeder
- 1949 : Gilbert Naccache
- 1950 : Gilbert Naccache
- 1951 : Pierre Darmon
- 1952 : Gilbert Naccache
- 1953 : Gilbert Naccache
- 1954 : Pierre Darmon
- 1955 : Mustapha Belkhodja

### Depuis 1956
- 1956 : Bernard Boutboul
- 1957 : Mustapha Belkhodja
- 1958 : Mustapha Belkhodja
- 1959 : Serge Guagliata
- 1960 : Paul Bessis
- 1961 : Paul Bessis
- 1962 : Paul Bessis
- 1963 : Paul Bessis
- 1964 : Borislav Langorov
- 1965 : Borislav Langorov
- 1966 : Paul Bessis
- 1967 : Mohamed Kilani
- 1968 : Michel Dufour
- 1969 : Michel Dufour
- 1970 : Michel Dufour
- 1971 : Khelil Lakhdar
- 1972 : Patrick Sabban
- 1973 : Rafik Kaddour
- 1974 : Rafik Kaddour
- 1975 : Raouf Ben Farhat
- 1976 : Aziz Zouhir
- 1977 : Aziz Zouhir
- 1978 : Magid Marrouki
- 1979 : Aziz Zouhir
- 1980 : Aziz Zouhir
- 1981 : Lotfi Jouini
- 1982 : Aziz Zouhir
- 1983 : Aziz Zouhir
- 1984 : Magid Marrouki
- 1985 : Magid Marrouki
- 1986 : Hatem Dabbache
- 1987 : Hatem Dabbache
- 1988 : Ilyès Bramli
- 1989 : Hatem Dabbache
- 1990 : Slim Belhaj Ali
- 1991 : Souheil Zekri
- 1992 : Slim Belhaj Ali
- 1993 : Adel Hadhiri
- 1994 : Sami Sidia
- 1995 : Adel Hadhiri
- 1996 : Adel Hadhiri
- 1997 : Walid Jallali
- 1998 : Walid Jallali
- 1999 : Adel Hadhiri
- 2000 : Haythem Abid
- 2001 : Walid Jallali
- 2002 : Haythem Abid
- 2003 : Haythem Abid
- 2004 : Hichem Yaacoubi
- 2005 : Wael Kilani
- 2006 : Anis Ghorbal
- 2007 : Wael Kilani
- 2008 : Walid Jallali
- 2009 : Anis Ghorbal
- 2010 : Non achevé ?[1]
- 2011 : Hatem Thamri
- 2012 : Ameur Ben Hassen
- 2013 : Aziz Dougaz
- 2014 : Ameur Ben Hassen
- 2015 : Majed Kilani
- 2016 : Zine el-Abidine Jouini
- 2017 : Mohamed Selim Ben Ali

## Palmarès féminin
- 1977 : Nadia Akremi (Tennis Club de Sfax)
- 1978 : Lilia Mâaref (Tennis Club de Tunis)
- 1979 : Lilia Mâaref (Tennis Club de Tunis)
- 1980 : Zohra Bouhafa (Tennis Club de Tunis)
- 1981 : Lilia Mâaref (Tennis Club de Tunis)
- 1982 : Mounira Bey (Tennis Club de Sousse)
- 1983 : Lilia Mâaref (Tennis Club de Tunis)
- 1986 : Lilia Mâaref (Tennis Club de Tunis)
- 1985 : Mounira Bey (Tennis Club de Sousse)
- 1986 : Amina Razgallah (Union sportive de Carthage)
- 1987 : Mounira Bey (Tennis Club de Sousse)
- 1988 : Bassima Mehrezi (Avenir sportif de La Marsa)
- 1989 : Issem Essaies (sans club)
- 1990 : Bassima Mehrezi (Avenir sportif de La Marsa)
- 1991 : Issem Essaies (Avenir sportif de La Marsa)
- 1992 : Issem Essaies (Avenir sportif de La Marsa)
- 1993 : Issem Essaies (Avenir sportif de La Marsa)
- 1994 : Aicha Ferjani (Tennis Club de Tunis)
- 1995 : Non disputé
- 1996 : Inès Zouabi (Tennis Club de Mégrine)
- 1997 : Inès Zouabi (Tennis Club de Mégrine)
- 1998 : Inès Zouabi (Tennis Club de Mégrine)
- 1999 : Nadia Kilani (Tennis Club de Monastir)
- 2000 : Azza Abbou (Tennis Club de Tunis)
- 2001 : Nadia Kilani (Tennis Club de Monastir)
- 2002 : Senda Baccar (Tennis Club de Carthage)
- 2003 : Olfa Dhaoui (Trières de Nabeul)
- 2004 : Rym Cherni (Tennis Club de Tunis)
- 2005 : Nour Kaddour (Tennis Club de Carthage)
- 2006 : Olfa Dhaoui (Trières de Nabeul)
- 2007 : Nour Abbes (Tennis Club de Tunis)
- 2008 : Ons Jabeur (Tennis Club de Hammam Sousse)
- 2009 : Nour Abbes (Tennis Club de Tunis)
- 2010 : ?
- 2011 : Nour Abbes (Tennis Club de Tunis)
- 2012 : Yosr Elmi (Tennis Club de Tunis)
- 2013 : Chiraz Bechri (Tennis Club de Tunis)
- 2014 : Yosr Elmi (Tennis Club de Tunis)
- 2015 : Chiraz Bechri (Tennis Club de Tunis)
- 2016 : Mona Bouzgarrou (Tennis Club de Monastir)